# أقا غل (بوئين و مياندشت)
أقا غل (بالفارسية: آقاگل) هي قرية تقع في إيران في Yeylaq Rural District. يقدر عدد سكانها بـ 257 نسمة بحسب إحصاء 2016.